# 沃頓 (馬里蘭州)
沃頓（英語：Worton）是位於美國馬里蘭州肯特縣的一個普查規定居民點。

## 人口
根據2020年美國人口普查的數據，沃頓的面積為2.45平方千米，當中陸地面積為2.39平方千米，而水域面積為0.06平方千米。當地共有人口214人，而人口密度為每平方千米87.35人。